# Johann Sigmund Ulitsch
Johann Sigmund Ulitsch, auch Johann Sigismund Ulitsch (* 24. März 1702 in Frankfurt an der Oder; † 21. April 1762 in Segeberg) war ein deutscher pietistischer Geistlicher. 

## Leben
Ulitsch studierte an den Universitäten Jena und Halle und wurde nach seinem Examen im Juni 1727 Informator des Pädagogiums des Waisenhauses in Halle. 1729 wurde er vom Grafen Christoph Friedrich zu Stolberg-Stolberg zum Hofdiaconus ernannt, weil die Gräfin zu Stolberg, eine geborene Freiin von Bibra, großen Gefallen an dessen Predigten im Waisenhaus in Halle gefunden hatte. Die Predigten Ulitschs auf Schloss Stolberg erlebten einen enormen Zulauf von Bürgern der Stadt Stolberg und mussten in das Waisenhaus verlegt werden. Die Gräfin blieb den evangelischen Gottesdiensten des Superintendenten der Grafschaft Stolberg fern. Der bisherige Inspektor des Waisenhauses, der Chronist Zeitfuchs, wurde durch Ulitsch ersetzt. Das Gräfliche Konsistorium wandte sich gegen die privaten Erbauungsversammlungen, die Ulitsch einrichtete und die auch vom Hofrat von Caprivi besucht wurden. Dies führte 1730 zur Resignation von Ulitsch. 
Ulitsch ging als Hofprediger der Fürstin Sophie Karoline von Ostfriesland nach Berum bei Aurich. Auch dort hatten seine Predigten großen Zulauf. Von König Christian VI. von Dänemark, dem Schwager der Fürstin, wurde er 1739 als Oberprediger nach Tönning berufen. Dort hatte er wiederum Auseinandersetzungen mit anderen Geistlichen der Stadt, wurde aber vom König protegiert und konnte 1743 dank seiner Unterstützung ein Waisenhaus gründen. 1751 übernahm er das Amt des Propstes in Segeberg.
Ulitsch veröffentlichte einige Predigten und erbauliche Betrachtungen und dichtete auch Kirchenlieder, die in einige Gesangbücher seiner Zeit Eingang fanden.

## Werke (Auswahl)
- Sendschreiben Von Der Pflicht eines treuen Lehrers Jn Absicht auf Die Privat-Erbauungen, An Sr. des Herrn Abt Steinmetzens Jm Closter Berga, Hochwürden abgelassen. Wernigerode 1735
- Zeugniß von der Seligkeit der Schaafe Christi: auf dem Fürstl. Schlosse Berum. 1737